# Tynna
Tynna (ukr. Тинна) – wieś na Ukrainie w rejonie dunajowieckim obwodu chmielnickiego.